# Leuchtturm Dschidda
Der Leuchtturm Dschidda (arabisch منارة جدة, DMG Manārat Ǧidda) ist ein futuristisch anmutender Aussichtsturm, Hafenkontrollturm und aktiver Leuchtturm in Dschidda, Saudi-Arabien. Mit einer Bauwerkshöhe von 131,4 m hat er „den glaubwürdigen Anspruch, der höchste Leuchtturm der Welt zu sein“. Er befindet sich am Ende des äußeren Piers an der Nordseite des Eingangs zum modernen Seehafen Dschidda (Jeddah Islamic Port), südlich des traditionellen Hafens.
Obwohl es kein Leuchtturm im herkömmlichen Sinn ist, wurde er in erster Linie als Navigationshilfe gebaut, auch mit einem Leuchtfeuer an der Spitze. Somit wäre er der höchste Leuchtturm weltweit und überragt den 106 m hohen Yokohama Marine Tower in Japan deutlich, der jedoch weithin als der höchste (bis 2006 echte) Leuchtturm der Welt gilt.

## Geschichte
Der Turm wurde von 1987 bis 1990 erbaut und führt durch eine Öffnung im Korallenriff vor der Küste, die den Zugang zum Hafen von Jeddah ermöglicht. Das Gebäude beherbergt auch die Hafenaufsicht als Schiffsverkehrsmanagementzentrum eines der größten Häfen im Nahen Osten. Der Hafen von Dschidda wickelt mehr als die Hälfte der Importe und Exporte des Landes ab.